# لويغي فينتورا
لويغي فينتورا (بالإيطالية: Luigi Ventura)‏ هو كاهن كاثوليكي ودبلوماسي إيطالي، ولد في 9 ديسمبر 1944 في Borgosatollo ‏ في إيطاليا.